# Lodine
Lodine – miejscowość i gmina we Włoszech, w regionie Sardynia, w prowincji Nuoro. Graniczy z Bitti, Lula, Onanì, Padru, Siniscola i Torpè.
Według danych na rok 2004 gminę zamieszkiwało 407 osób, 58,1 os./km².